# Monumento Nacional al Hachero
El Monumento Nacional al Hachero es un monumento conmemorativo emplazado en la ciudad de Vera, provincia de Santa Fe, Argentina. Se emplaza en Av. Presidente Perón y Sambarino.
El principal instigador de esta obra fue el español Froilán de Arriba, que a los 16 años llegó a Vera y se quedó en el país. Su motivo fue la estrecha conexión entre la ciudad y la explotación forestal, en general, y con La Forestal, principalmente. El monumento al hachero recuerda a la tradicional actividad económica de la región, denominada la Capital Provincial del Hachero, como también se representa en otras expresiones, como en su escudo o en el poema de Miguel Ángel Morelli, cuando dice que «Si yo soy nacido en Vera, como no iba ser cantor; si el olor de la madera perfumó mi corazón.»
Aunque la ciudad nació y fue impulsada por esta actividad, luego se descubriría la forma inhumana en la que trataban a sus trabajadores, en especial cuando se hallaban en huelga, lo que ocasionó varios derramamientos de sangre. Además, en 1960, cuando la empresa se fue de Argentina, se contabilizó que había desmontado el 90% del bosque de quebracho colorado. Por estas causas, se homenajea también a los hacheros que trabajaron bajo esas condiciones de marginación, dolor, pobreza y explotación.
El responsable del diseño fue el arquitecto verense Rubén Lapissonde, y el ejecutor del mismo fue el escultor Roberto Cracogna, de Avellaneda, Santa Fe. Siendo impulsada por el doctor y diputado nacional Mario Amaolo, logró la aprobación parlamentaria por ley en el año 1974, cuya obra fue inaugurada en el año 1984, por la ordenanza municipal n.º 541.
En 2013 fue retocado y le agregaron nuevas luminarias de tecnología led, además de unos quebrachos a su alrededor, representando el árbol predilecto de la zona.